# Spencer (Nebraska)
Pour les articles homonymes, voir Spencer.
Spencer est un village du comté de Boyd, dans l'État du Nebraska, aux États-Unis. En 2020, il comptait une population de 408 habitants.